# Peter Hans Hofschneider
Peter Hans Hofschneider (* 14. Februar 1929 in Stuttgart; † 23. Juli 2004 in München)
war ein Pionier der deutschen Molekularbiologie. Er leistete wesentliche Beiträge zum Verständnis der Biologie von Bakteriophagen. Seine Erforschung des Hepatitis-B-Virus trug grundlegend zur Entwicklung des Hepatitis-Impfstoffs bei.

## Leben
Hofschneider studierte Psychologie und Medizin und promovierte in beiden Fachdisziplinen. Er war seit 1957 am Max-Planck-Institut für Biochemie tätig und seit 1966 Wissenschaftliches Mitglied der Max-Planck-Gesellschaft und Direktor der Abteilung Virusforschung. Von Ende der 1960er Jahre bis zur Fertigstellung 1973 war er maßgeblich an der Planung und Durchführung der Neugründung des MPI für Biochemie in Martinsried beteiligt. Dies schloss auch die Kunst am Bau der Gebäude ein, die u. a. von Lothar Schall ausgeführt wurde.
Weiterhin war er an der Öffentlichmachung des Fälschungfalles um Friedhelm Herrmann und Marion Brach beteiligt: Eberhardt Hildt, seinerzeit Mitarbeiter von Herrmann und Brach, wandte sich an seinen früheren Doktorvater Hofschneider, als der interne Streit um die Fälschungen eskalierte.
Ab 1977 war Hofschneider gewähltes Mitglied der Leopoldina; 1993 wurde er mit der Jacob-Henle-Medaille ausgezeichnet.
Hofschneider setzte sich auch für eine kritische öffentliche Auseinandersetzung mit möglichen Fehlern und Folgen wissenschaftlicher Forschung ein.
Die Schweizer Stiftung experimentelle Biomedizin vergibt zu Ehren von Peter Hans Hofschneider zweijährlich eine Stiftungsprofessur und schreibt seit 2008 den jährlichen, mit 20.000 Schweizer Franken dotierten Peter Hans Hofschneider-Recherchepreis für Wissenschafts- und Medizinjournalismus aus.
Auch die Kunststiftung Baden-Württemberg vergibt seit 2008 einen nach ihm benannten Preis, mit dem im zweijährlichen Rhythmus Künstler ausgezeichnet werden.
Seit 1950 war er Mitglied der Studentenverbindung Akademische Gesellschaft Stuttgardia Tübingen.